# FIFA Ballon d'Or 2013
Het FIFA Ballon d'Or Gala 2013 was de vierde editie van de FIFA prijsuitreiking voor de beste voetballers en coaches van het jaar. De prijzen werden vergeven op 13 januari 2014 in Zürich. Cristiano Ronaldo werd verkozen tot beste speler van de wereld.
Het gala werd gepresenteerd door voormalig Ballon d'Or-winnaar Ruud Gullit en Fernanda Lima.

## Winnaars

### FIFA Ballon d'Or
De top drie genomineerden voor de FIFA Ballon d'Or 2013 waren:
| Nr. | Speler            | Club           | Stemmen |
| --- | ----------------- | -------------- | ------- |
| 1   | Cristiano Ronaldo | Real Madrid    | 27,99%  |
| 2   | Lionel Messi      | FC Barcelona   | 24,72%  |
| 3   | Franck Ribéry     | Bayern München | 23,36%  |

De volgende 20 voetballers waren ook genomineerd voor de FIFA Ballon d'Or 2013:
| Nr. | Speler                 | Club                            | Stemmen |
| --- | ---------------------- | ------------------------------- | ------- |
| 4   | Zlatan Ibrahimović     | Paris Saint-Germain             | 5,29%   |
| 5   | Neymar                 | Santos / FC Barcelona           | 3,17%   |
| 6   | Andrés Iniesta         | FC Barcelona                    | 2,08%   |
| 7   | Robin van Persie       | Manchester United               | 1,79%   |
| 8   | Arjen Robben           | Bayern München                  | 1,77%   |
| 9   | Gareth Bale            | Tottenham Hotspur / Real Madrid | 1,32%   |
| 10  | Andrea Pirlo           | Juventus                        | 1,11%   |
| 11  | Radamel Falcao         | AS Monaco                       | 1,08%   |
| 12  | Yaya Touré             | Manchester City                 | 0,99%   |
| 13  | Robert Lewandowski     | Borussia Dortmund               | 0,92%   |
| 14  | Philipp Lahm           | Bayern München                  | 0,82%   |
| 15  | Xavi                   | FC Barcelona                    | 0,81%   |
| 16  | Mesut Özil             | Real Madrid / Arsenal           | 0,71%   |
| 17  | Bastian Schweinsteiger | Bayern München                  | 0,43%   |
| 17  | Thomas Müller          | Bayern München                  | 0,43%   |
| 19  | Luis Suárez            | Liverpool                       | 0,39%   |
| 20  | Edinson Cavani         | Napoli / Paris Saint-Germain    | 0,36%   |
| 21  | Thiago Silva           | Paris Saint-Germain             | 0,24%   |
| 22  | Eden Hazard            | Chelsea                         | 0,16%   |
| 23  | Manuel Neuer           | Bayern München                  | 0,08%   |

### FIFA Women's World Player of the Year
De top drie genomineerden voor de FIFA Women's World Player of the Year 2013 waren:
| Nr. | Speler         | Club                      | Stemmen |
| --- | -------------- | ------------------------- | ------- |
| 1   | Nadine Angerer | Brisbane Roar             | 17,97%  |
| 2   | Abby Wambach   | Western New York Flash FC | 15,49%  |
| 3   | Marta          | Tyresö FF                 | 14,43%  |

De volgende 7 voetbalsters waren ook genomineerd voor de FIFA Women's World Player of the Year 2013:
| Nr. | Speler             | Club            | Stemmen |
| --- | ------------------ | --------------- | ------- |
| 4   | Alex Morgan        | Portland Thorns | 12,47%  |
| 5   | Lena Goeßling      | VfL Wolfsburg   | 10,86%  |
| 6   | Lotta Schelin      | Lyon Ladies     | 7,73%   |
| 7   | Saki Kumagai       | Lyon Ladies     | 7,14%   |
| 8   | Yūki Ōgimi         | Chelsea         | 5,42%   |
| 9   | Nilla Fischer      | VfL Wolfsburg   | 4,33%   |
| 10  | Christine Sinclair | Portland Thorns | 4,16%   |

### FIFA World Coach of the Year for Men's Football
| Nr. | Coach         | Club              | Stemmen |
| --- | ------------- | ----------------- | ------- |
| 1   | Jupp Heynckes | Bayern München    | 37,09%  |
| 2   | Jürgen Klopp  | Borussia Dortmund | 15,61%  |
| 3   | Alex Ferguson | Manchester United | 14,60%  |

### FIFA World Coach of the Year for Women's Football
| Nr. | Coach           | Club             | Stemmen |
| --- | --------------- | ---------------- | ------- |
| 1   | Silvia Neid     | Duitsland        | 30,53%  |
| 2   | Pia Sundhage    | Verenigde Staten | 12,94%  |
| 3   | Ralf Kellermann | VfL Wolfsburg    | 11,88%  |

### FIFA/FIFPro World XI
| Positie      | Speler             | Nationaliteit | Club                |
| ------------ | ------------------ | ------------- | ------------------- |
| Doelman      | Manuel Neuer       | Duitsland     | Bayern München      |
| Verdediger   | Philipp Lahm       | Duitsland     | Bayern München      |
| Verdediger   | Sergio Ramos       | Spanje        | Real Madrid         |
| Verdediger   | Thiago Silva       | Brazilië      | Paris Saint-Germain |
| Verdediger   | Daniel Alves       | Brazilië      | FC Barcelona        |
| Middenvelder | Andrés Iniesta     | Spanje        | FC Barcelona        |
| Middenvelder | Xavi               | Spanje        | FC Barcelona        |
| Middenvelder | Franck Ribéry      | Frankrijk     | Bayern München      |
| Aanvaller    | Cristiano Ronaldo  | Portugal      | Real Madrid         |
| Aanvaller    | Zlatan Ibrahimović | Zweden        | Paris Saint-Germain |
| Aanvaller    | Lionel Messi       | Argentinië    | FC Barcelona        |

### FIFA Puskás Award
| Nr. | Speler             | Club                |
| --- | ------------------ | ------------------- |
| 1   | Zlatan Ibrahimović | Paris Saint-Germain |
| 2   | Nemanja Matić      | Benfica             |
| 3   | Neymar             | Santos              |

### FIFA Presidential Award
- Jacques Rogge

### FIFA Fair Play Award
- Afghanistan Football Federation

### FIFA Ballon d'or Prix d'Honneur
- Pelé